# ذاكرة مكبوتة
الذكريات المكبوتة هي ذكريات حُجِبت بشكل غير واعي نتيجة لارتباط الذاكرة بمستوى عالٍ من الإجهاد أو الصدمة. تفترض النظرية أنه على الرغم من أن الفرد لا يستطيع استحضار الذاكرة إلا أنها لا تزال تؤثر عليه دون أن يشعر، وأن هذه الذكريات يمكن أن تظهر في وقت لاحق في منطقة الوعي. كانت الأفكار المتعلقة بالذاكرة المكبوته التي تخفي الصدمة عن الوعي جزءًا مهمًا من عمل سيغموند فرويد في التحليل النفسي.
وجود ذكريات مكبوتة هو موضوع مثير للجدل للغاية في علم النفس. على الرغم من أن بعض الدراسات قد خلصت إلى أنه يمكن أن يحدث بنسب متفاوتة، إلا أن العديد من الدراسات تشك في وجودها بالكامل. يدعم بعض علماء النفس نظرية الذكريات المكبوتة ويدعون أن الذكريات المكبوتة يمكن استردادها من خلال العلاج، ولكن معظم علماء النفس يجادلون أنه يتم إنشاء ذكريات خاطئة عن طريق مزج الذكريات الفعلية والتأثيرات الخارجية. خلصت إحدى الدراسات إلى أن الذكريات المكبوتة كانت أعراض ثقافية بسبب عدم وجود دليل مكتوب على وجودها قبل القرن التاسع عشر، ولكن نتائجها كانت محل اعتراض من قِبل بعض علماء النفس وتم الاعتراف في النهاية بعمل عام 1786 يناقش ذاكرة مكبوته بالرغم من وقوف الآخرين بجانب فرضياتهم.
وفقًا لجمعية علم النفس الأمريكية..فإنه من غير الممكن التمييز بين الذكريات المكبوتة والذكريات الكاذبة دون وجود أدلة مدعومة. يقابل مصطلح الذاكرة المكبوتة أحيانًا مصطلح «فقدان الذاكرة الانفصامي» والذي يتم تعريفه من خلاص «الدليل التشخيصي الإحصائي للاضطرابات العقلية» على أنه: عدم القدرة على استدعاء المعلومات الذاتية.
وفقًا لمايو كلينيك.. يشير فقدان الذاكرة إلى أي حالة يتم فيها نسيان ذكريات مخزنة في الذاكرة طويلة المدى بشكل جزئي أو كلي عادةً يكون بسبب إصابة المخ. وفقًا لمؤيدي وجود الذكريات المكبوتة فإن مثل هذه الذكريات يمكن استعادتها لسنوات أو عقود بعد الحدث من تلقاء نفسها بسبب استثارتها من خلال رائحة معينة أو التذوق أو عن طريق التلميح خلال العلاج النفسي.

## التاريخ
ادّعِي في البداية أنه لم يكن هناك كتابات موثقة حول الذكريات المكبوتة أو فقدان الذاكرة الإنفصامي قبل الثمانينات.
نشأ مفهوم الذاكرة المكبوتة مع سيغموند فرويد عام 1896 في مقالته بعنوان «فيما يتعلق بمسببات الهستريا». إحدى الدراسات التي نُشرت في مقالته شملت امرأة شابة تحمل اسم آنا، ومن بين أمراضها العديدة فإنها عانت من شلل شديد على الجانب الأيمن من جسدها، وذكر فرويد ان أعراضها ترتبط بالصدمات النفسية. لقد انفصلت الذكريات المؤلمة عن منطقة وعيها وألحقت الأذى بنفسها. استخدم فرويد التنويم المغنطيشي لعلاج آنا وأفادت التقارير أنها اكتسب حركة خفيفة على جانبها الأيمن.
انضمت نظرية الذاكرة المكبوتة لفرويد مع فلسفته من التحليل النفسي، وظلت الذاكرة المكبوتة موضوعًا جدليًا داخل فلسفة التحليل النفسي لفرويد.

## الأبحاث
تشير بعض الأبحاث إلى أن ذكريات الاعتداء الجنسي على الأطفال والحوادث المؤلمة الأخرى قد يتم نسيانها. وقد تم إثبات وجود استعادة تلقائية للذكريات المؤلمة، وتم اثبات الذكريات المسترجعة لإساءة معاملة الأطفال.
يُظهر بحث فان دير وفيسلر أن الذكريات المؤلمة يتم استعادتها في البداية على شكل تأثيرات عقلية متفرقة. هذه التأثيرات هي من العناصر العاطفية والحسية للتجربة الصادمة.
يرتبط مستوى الدلالة الانفعالية للذاكرة مباشرة بصلاحية الذاكرة. تُظهر دراسات التقارير الذاتية للذاكرة أن ذكريات الأحداث المهمة للغاية على غير العادة تكون دقيقة ومستقرة على الدوام بمرور الوقت. تبدو تأثيرات التجارب الصادمة مختلفة نوعيًا عن تجارب الأحداث غير الصادمة. قد يتم تشفير الذكريات المؤلمة بشكل مختلف عن ذكريات الأحداث العادية (ربما بسبب تغيرات في تركيز الانتباه أو حقيقة أن الانفعال العاطفي الشديد يتداخل مع وظائف الذاكرة لقرن آمون).
الاحتمال الآخر هو أن الأحداث الصادمة يتم إخراجها من الوعي إلى أن تقوم أحداث لاحقة أخرى باستثارتها كاستجابة نفسية. على سبيل المثال ذُكر أن نسبة عالية من المرضى النفسيين الإناث ومرضى آخرون قد شهدوا تاريخًا من الاعتداء الجنسي في مرحلة الطفولة. وقد خلصت دراسة سريرية أخرى إلى أن المرضى الذين عانوا من انتهاكات المحارم أفادوا عن محاولات انتحار بنسب أعلى وتشكيل للهوية السلبية بالإضافة إلى المزيد من الاضطرابات في العلاقات بين الأشخاص.
هناك أدلة كثيرة على أن الصعوبة في الذكريات المؤلمة بالنسبة لمعظم الناس هي عدم قدرتهم على النسيان بدلًا من إبعادها عن منطقة الوعي.
تعتمد الدراسات الإسترجاعية (التي تدرس مدى قدرة المشاركين على تذكر الأحداث الماضية) بشكل حاسم على قدرة الراِي على تذكر الذكريات الدقيقة.

## السبب
يُفترض أن القمع قد يكون أحد الأساليب التي يستخدمها الأفراد للتعامل مع الذكريات المؤلمة وذلك بدفعها بعيدًا عن منطقة الوعي للسماح للطفل بالحفاظ على التعلق بشخص يعتمد عليه للبقاء على قيد الحياة.

### الموثوق
ذكريات الأحداث عبارة عن مزيج من حقيقة مغمورة بالمشاعر، ومختلطة مع التفسير، ومملوءة بالخيال والشكوك حول صدقها. على سبيل المثال تم إجراء دراسة واحدة حيث تم إعادة مقابلة ضحايا حادثة موثقة من حوادث الاعتداء على الأطفال بعد سنوات عديدة، فوُجد 38% من النساء قد أنكروا أي ذكرى للاعتداء.
لاحظت المناقشات ضد وجود «فقدان الذاكرة الصادمة» أن العديد من التلاعبات يمكن استخدامها لزرع ذكريات زائقة. أصبحت تجربة كلاسيكسة -التي أجرتها إليزابيث لوفتوس- في مجال أبحاث الذاكرة معروفة على نطاق واسع باسم «فُقدت في مركز التسوق»، وفي هذا الموضوع أُعطي ثلاث حسابات في أحد مراكز التسوق لأحداث طفولة حقيقية كتبها أفراد العائلة ورابع حساب مزيف كليًا، فأبلغ ربع الأشخاص عن تذكرهم بالحدث الخيالي وتناولوا تفاصيل عرضية واسعة بطريقة مفصلة. هذه التجربة ألهمت العديد ومنهم بورتو استطاع أن يقنع حوالي نصف رعاياه بأنهم نجوا من هجوم حيوان شرير في مرحلة الطفولة. وقد تم انتقاد مثل هذه الدراسات التجريبية على وجه الخصوص حول ما إذا كانت النتائج بالفعل ذات صلة بذكريات صادمة وحالات نفسية. ومع ذلك فإن هذه الدراسات أثارت قلقًا عامًا بشأن علاج الذاكرة المستردة بسبب الاعتداء الجنسي السابق. عندما يتم استرجاع الذكريات بعد فترة طويلة من فقدان الذاكرة خاصةً عندما تستخدم وسائل غير عادية لتأمين استعادة الذاكرة بات من المتفق عليه الآن على نطاق واسع (ولكن ليس عالميًا) أن من المرجح أن تكون الذكريات خاطئة، أي أن الحوادث التي حدثت لم تحدث. ومع ذلك يؤمن العديد من المعالجين بصحة الذكريات المستردة التي يسمعونها من عملائهم. في دراسة غير عشوائية قام بها لوفتوس وهيرتسوغ (1991) مع 16 طبيبًا.. قال 13 منهم (أي بنسبة 83%) أنهم يؤمنون دائما بعملائهم. كان الأساس الأكثر شيوعًا لهذا الاعتقاد هو ذكريات الجسد أو أعراض المريض (انخفاض تقدير الذات أو الخلل الوظيفي الجنسي أو السلوك التدميري الذاتي).
إن الآلية التي تحدث بيها هاتان الظاهراتان غير مفهومة بشكل جيد، وفي هذه المرحلة من المستحيل أن نميز الذاكرة الحقيقية عن الذاكرة الزائفة دون وجود أدلة أخرى مؤيدة.
يمكن استعادة الذكريات الحقيقية والزائفة باستخدام تقنيات عمل الذاكرة ولكن لا يوجد دليل على أنه يمكن التمييز بينها. يعتقد البعض أنه من المرجح بشكل خاص أن الذكريات المستردة تحت التنويم المغناطيسي تكون كاذبة. وفقًا لـ«مجلس الشؤون العلمية للرابطة الطبية الأمريكية» فإن الذكريات التي تم الحصول عليها أثناء التنويم المغناطيسي يمكن أن تتضمن ذكريات زائفة، ويبدو أنها أقل موثوقية من الاسترجاع غير المنوم.

### الأساس العصبي للذاكرة
كان عالم الأعصاب دونالد هيب (1985-1904) أول من ميز بين الذاكرة قصيرة المدى والذاكرة طويلة المدى. وفقًا للنظريات الحالية في علم الأعصاب.. فإن الأشياء التي نلاحظها يتم تخزينها في الذاكرة قصيرة المدى لمدة تصل إلى بضع دقائق، وتعتمد هذه الذاكرة على النشاط الكهربائي المتردد في الدوائر العصبية ويمكن تدميرها بسهولة عن طريق الانقطاع أو التدخل. يتم تخزين الذكريات مخزنة لفترة أطول من ذلك في الذاكرة طويلة المدى.
تعتمد المعلومات المخزنة في الذاكرة طويلة المدى على أهميتها. من المحتمل أن تكون الأحداث المؤلمة مهمة لقيمة التكيّف التي يمتلكها لسلوك الإبطال في المستقبل، والهرمونات التي يتم إطلاقها أثناء الإجهاد يكون لها دور في تحديد الذكريات التي يتم حفظها.
```
يتم الإجهاد المؤلم بالإفراز الحاد للإبينيفرين والنورإبيينفرين من النخاع الكظري، 
والكورتيزول
 من قشرة الغدة الكظرية، عند زيادتهم تسهل الذاكرة ولكن الإجهاد المزمن المرتبط بفرط إفراز الكورتيزول قد يكون له تأثير معاكس. ويشارك 
النظام الحوفي
 في تخزين الذاكرة واسترجاعها بالإضافة إلى إعطاء أهمية عاطفية للمدخلات الحسية. داخل الجهاز الحوفي فإن قرن آمون مهم للذاكرة الواضحة ولدمج الذاكرة كما أنها حساسة لهرمونات الإجهاد ولها دور في تسجيل عواطف حدث مرهق. قد تكون اللوزة الدماغية مهمة بشكل خاص في تحديد القيم العاطفية إلى المدخلات الحسية.
[
40
]
```

### فقدان الذاكرة
فقدان الذاكرة هو فقدان جزئي أو كلي للذاكرة يتجاوز مجرد النسيان، غالبًا ماتكون مؤقتة وتنطوي فقط على جزء من تجربة الشخص. غالبًا ما ينتج فقدان الذاكرة بسبب إصابة في الدماغ كضربة في الرأس، أو بسبب صدمة نفسية.
فقدان الذاكرة التقدمي هو فشل في تذكر التجارب الجديدة التي تحدث بعد حدوث تلف في الدماغ، وفقدان الذاكرة الرجعي هو فقدان ذكريات الأحداث التي وقعت قبل حدوث صدمة أو إصابة. لكي تصبح الذكرى دائمة يجب أن يكون هناك تغير ثابت في قوة الاتصال بين اعصاب معينة في الدماغ. يمكن أن يحدث فقدان الذاكرة التقدمي لأن عملية الدمج هذه تعطلت، ويمكن أن يحدث فقدان الذاكرة الإرتجاعي إما من تلف في موقع تخزين الذاكرة أو من خلال خلل في الآليات التي يمكن من خلالها استرداد الذكريات من مخازنها.
يتم التعرف على أنواع محددة من فقدان الذاكرة، من هذه الأنواع:
• فقدان الذاكرة في مرحلة الطفولة: وهو عدم القدرة الطبيعية على تذكر الأحداث من السنوات الثلاث الأولى من الحياة. لاحظ سيغموند فرويد أن البشر لا يتذكرون فقط أي شئ منذ الولادة إلى ثلاث سنوات، ولكن لديهم أيضًا ذكريات متقطعة لأي شئ يحدث من عمر ثلاث إلى سبع سنوات. هناك العديد من النظريات حول سبب حدوث ذلك.. البعض يعتقد أن تطوير اللغة مهم للتخزين الفعال للذكريات طويلة المدى، ويعتقد آخرون أن الذكريات المبكرة لا تستمر طويلًا لأن الدماغ لا يزال يتطور.
• حالة شرود: هي حالة نادرة حدثت بسبب حدث مرهق.
من أشكال فقدان الذاكرة المرتبط بالذكريات المستعادة هو فقدان الذاكرة الانفصامي (المعروف سابقًا بفقدان الذاكرة النفسي)، وينتج ذلك عن سبب نفسي وليس عن طريق تلف مباشر في المخ، وعادة ماتكون حول أحداث مؤلمة أو مرهقة للغاية. عادة ما يُنظر إلى هذا على أنه فجوة في استدعاء الجوانب المتعلقة بتاريخ حياة الشخص ولكن مع صدمة حادة شديدة مثل أثناء الحرب، ويمكن أن يكون هناك بداية حادة مفاجئة للأعراض.

### تأثير الصدمة على الذاكرة
تقترح نظرية «صدمة خائنة» أنه في حالة الاعتداء على الأطفال يكون فقدان الذاكرة الانفصامي استجابة تكيفية، وأن قد يحتاجين إلى البقاء غير مدركين للصدمة، ليس للحد من المعاناة وإنما لتعزيز البقاء على قيد الحياة. عندما يتداخل الضغط مع الذاكرة فمن الممكن أن يتم الاحتفاظ ببعض الذاكرة بواسطة نظام يسجل التجربة الانفعالية ولكن لا يوجد موضع رمزي لها في الوقت أو المكان. يتم استرجاع الذكريات المؤلمة في البداية على شكل تأثيرات ذهنية متفرقة من العناصر المؤثرة والحسية للتجربة الصادمة.
قسم الطبيب النفسي بسل فان دير كولك تأثيرات الصدمات على وظائف الذاكرة إلى أربع مجموعات:
-فقدان الذاكرة الصادم: هذا يشمل فقدان ذكريات التجارب الصادمة. كلما كان الفرد أصغر سنًا، كلما كان الحدث المؤلم أطول، وكلما زادت فرصة فقدان الذاكرة. ذُكر أن الاسترجاع اللاحق للذكريات بعد فقدان الذاكرة الصادم موثق بشكل جيد في الأدب مع أمثلة موثقة تابعة للكوارث الطبيعية والحوادث، وفي الجنود المقاتلين، وضحايا الخطف والتعذيب في معسكرات الاعتقال، وضحايا الاعتداء الجسدي والجنسي، والذين ارتكبو جريمة قتل.
-ضعف الذاكرة العالمي: هذا يجعل من الصعب على المرأ إنشاء حساب دقيق لتاريخه الحالي والماضي. ومن المرجح أن يؤدي الجمع بين الافتقار إلى الذاكرة الذاتية والانفصال المستمر والخطط المعنوية التي تشمل الإيذاء، والعجز، والخيانة إلى جعل هؤلاء الأفراد عرضة لبناء التفسيرات لتأثيراتهم المرتبطة بالصدمة والتي قد لا يكون لها علاقة بتذكر الحقائق الفعلية لحياتهم.
-العمليات الانفصالية: يشير هذا إلى ان الذكريات يتم تخزينها على هيئة قطع مجزءة وليس ككتلة واحدة.
- تنظيم الحركات الحسية للذكريات الصادمة. يبدو أن عدم القدرة على دمج الذكريات الصادمة يرتبط بالاضطراب الناتج عن الإجهاد اللاحق بالصدمة.
```
وفقًا لفان دير كولك.. ذكريات الأحداث ذات الأهمية العالية عادة ماتكون دقيقة ومستقرة مع مرور الوقت، ويبدو أن جوانب من التجارب الصادمة تتعثر في العقل دون تغيير بمرور الوقت أو التجارب التي قد تتبعها. يبدو أن تأثيرات التجارب الصادمة مختلفة عن تأثيرات التجارب الغير صادمة، ربما بسبب تغيرات في تركيز الانتباه أو حقيقة أن الإثارة العاطفية البالغة تتداخل مع الذاكرة.
[
47
]
```

عندما يكون هناك استرجاع غير مناسب بين المواقف العصبية قد تحدث تغيرات في نظام الاستجابة للضغط وبعضها قد يكون غير قابل للإعادة ويسبب استجابات مرضية والتي قد تشمل فقدان الذاكرة، وعجز عن التعلم، وأعراض سوء التكيف الأخرى.
في دراسة على الحيوانات.. يمكن أن تسبب مستويات عالية من الكوتيزول تلفًا لقرن آمون، مما قد يسبب عجز في الذاكرة قصيرة المدى. في البشر.. أظهرت دراسات التصوير بالرنين المغناطيسي انخفاض حجم قرن آمون في المحاربين القدامى والبالغين الذين يعانون من اضطراب ما بعد الصدمة، والناجين من الاعتداء الجنسي أو الجسدي المتكرر في مرحلة الطفولة.

## انتقاد
لم يتم قبول وجود استعادة الذاكرة المكبوتة من قِبل علم النفس السائد ولا ثبت وجوده بشكل واضح، وبعض الخبراء في مجال الذاكرة البشرية يشعرون أنه لا يوجد دعم علمي موثوق لمفاهيم الذكريات المكبوته. تفيد أحد التقارير البحثية أنه ينبغي التمييز بين الذكريات المستردة من تلقاء نفسها والذكريات المستردة أثناء العلاج. انتقاد لوقتوس هو أن الذكريات المستردة يمكن أن تتلف بواسطة الاقتراحات المستخدمة في عملية الاسترداد أو بواسطة التأثيرات الثقافية والبيئية.
قدم الفريق العامل بالتحقيق في ذكريات إساءة معاملة الأطفال التابع للجمعية الأمريكية للطب النفسي استنتاجات تعاكس نتائج المنظمات المهنية الأخرى.
قدم الفريق العامل خمسة استنتاجات رئيسية:
1- لا ينبغي السماح للخلافات المتعلقة بذكريات البالغين أن تحجب حقيقة أن الاعتداء الجنسي على الأطفال مشكلة معقدة وشائعة في أمريكا والتي لم يتم الاعتارف بها تاريخيًا.
2- يتذكر معظم الأشخاص الذين تعرضو للإيذاء الجنسي أثناء طفولتهم كل ماحدث لهم أو جزءًا منه.
3- من الممكن لذكريات الاعتداء التي تم نسيانها لوقت طويل أن تُتذكر.
4- من الممكن أيضًا بناء ذكريات مزيفة تكون مقنعة للأحداث التي لم تحدث.
5- هناك فجوات في معرفتنا حول العمليات التي تؤدي إلى ذكريات دقيقة وغير دقيقة من الاعتداء الطفولي.
يعتقد العديد من النقاد أن الذكريات قد تكون مزيفة ومشوهة. تتساءل عالمة النفس إليزابيت لوفتوس عن مفهوم الذكريات المكبوتة وعن إمكانية كونها دقيقة. تركز لوفتوس على التقنيات التي يستخدمها المعالجون لمساعدة المرضى على استعادة ذاكرتهم وتشمل هذه التقنيات الانحدار في العمر، والتصور الموجه، وعمل الجسم، والتنويم المغناطيسي. تشير أبحاث لوفتوس إلى أن الذاكرة المكبوتة تواجه مشكلات مثل تغير الذاكرة.

## علاج الذاكرة المستردة
علاج الذاكرة المستردة هو مجموعة من طرق العلاج النفسي القائمة على استحضار ذكريات إساءة المعاملة التي سبق أن نسيها المريض. لم يتم سرد مصطلح «علاج الذاكرة المستردة» في الدليل التشخيصي والإحصائي للاضطرابات النفسية أو استخدامه من خلال طريقة العلاج النفسي الرسمية السائدة. من الممكن للمرضى الذين يتراجعون عن ادعاءاتهم -بعد تقرير ذكرياتهم المستردة- أن يعانو من اضطراب مابعد الصدمة بسبب صدمة الذكريات الوهمية.